# Don Inda (BS-11)
El buque de salvamento Don Inda (BS-11) es un remolcador de altura polivalente de la Sociedad de Salvamento y Seguridad Marítima, cabeza de su clase a la cual da nombre. Fue botado en los astilleros de Zamakona en Santurce (Vizcaya) el 28 de marzo de 2006 y está en activo desde el 1 de diciembre de 2006. Fue nombrado así en recuerdo de Indalecio Prieto Tuero, un político socialista de procedencia asturiana.

## El buque
A raíz del desastre ecológico provocado por el petrolero Prestige el 13 de noviembre de 2002 frente a las costas de Galicia, quedó en evidencia la capacidad de respuesta ante un evento de esta magnitud. En aquel momento, la Sociedad de Salvamento y Seguridad Marítima disponía de 3 buques propios, fabricados en los años 1980 (el Alonso de Chaves, el Punta Mayor y el Punta Salinas), así como una serie de remolcadores en régimen de alquiler. Estos remolcadores carecían de la capacidad para poder remolcar un barco en las condiciones de mar gruesa, así como carecían de tecnología moderna, como el sistema de posicionamiento dinámico para el remolque. 
Asimismo no disponían de la capacidad para recoger y almacenar hidrocarburos vertidos en el mar, por lo que fue necesario la actuación de buques enviados desde diversos puntos de Europa. La mayoría de estas embarcaciones eran buques polivalentes, especializados en la recogida de hidrocarburos en alta mar, provistos de skimmers y de barreras anticontaminación.
Ante esta situación, el Ministerio de Fomento tuvo que realizar una serie de ajustes dentro del Plan Nacional de Salvamento para reforzar su capacidad ante la posibilidad de un nuevo accidente como el del Prestige. Esta decisión estableció el inicio de los trabajos para que la Sociedad de Salvamento y Seguridad Marítima se dotase con cuatro nuevos buques polivalentes de salvamento y lucha contra la contaminación marítima. De esta modificación del Plan Nacional de Salvamento salieron primero los buques de la clase ECOSAR, posteriormente rebautizados como clase Luz de Mar, que serían fabricados por Astilleros Armón.
Después de licitarse la adquisición de los dos primeros buques polivalentes de menor porte, se prosiguió con la adquisición de los dos de mayor tamaño. El 3 de marzo de 2004 se publicó en el Boletín Oficial del Estado el contrato de licitación EM 171/04 para la adquisición de estos dos nuevos buques remolcadores de emergencias mediante concurso abierto, con un presupuesto de 72 millones de euros. El 23 de diciembre de 2004 se adjudicó el contrato al proyecto presentado por el astillero vasco Zamakona, por un total de 68,5 millones de euros. Estas unidades fueron fabricadas en los astilleros que la empresa posee en el Puerto de Bilbao.

### Buques de la clase
- Clara Campoamor (BS-32)

### Buques similares
- / Abeille Bourbon
- / Abeille Liberté

- Datos: Q5813207
- Multimedia: IMO 9338010 / Q5813207